# Sanne Wevers
Sanne Wevers, née le 17 septembre 1991 à Leeuwarden, est une gymnaste artistique néerlandaise.
Elle remporte la médaille d'or à la poutre aux Jeux olympiques d'été de 2016 à Rio de Janeiro, la médaille d'argent à la poutre aux Championnats du monde de gymnastique artistique 2015 et la médaille de bronze aux barres asymétriques aux Championnats d'Europe de gymnastique artistique féminine 2015 à Montpellier.
Elle remporte ensuite la médaille d'or à la poutre et la médaille de bronze au concours par équipes aux Championnats d'Europe de gymnastique artistique féminine 2018 à Glasgow, puis la médaille d'argent à la poutre en 2021 à Bâle.
Elle est médaillée d'or  à la poutre et médaillée de bronze par équipes aux Championnats d'Europe 2023 à Antalya.

## Palmarès

### Jeux olympiques
- Rio 2016
  -  médaille d'or à la poutre
  - 7e par équipes (avec Lieke Wevers, Céline Van Gerner, Eythora Thorsdottir et Vera Van Pol)

### Championnats du monde
- Glasgow 2015
  -  médaille d'argent à la poutre
  - 8e par équipes (avec Lieke Wevers, Mara Titarsolej, Eythora Thorsdottir, Lisa Top et Tisha Volleman)
- Doha 2018
  - 7e à la poutre

### Championnats d'Europe
- Montpellier 2015
  -  médaille de bronze aux barres asymétriques
  - 8e à la poutre
- Glasgow 2018
  -  médaille d'or à la poutre
  -  médaille de bronze au concours par équipes
- Bâle 2021
  -  médaille d'argent à la poutre
- Antalya 2023
  -  médaille d'or à la poutre
  -  médaille de bronze au concours par équipes